# Aristolochia veracruzana
Aristolochia veracruzana là một loài thực vật có hoa trong họ Aristolochiaceae. Loài này được J.F.Ortega mô tả khoa học đầu tiên năm 1987.